# Мидл Вилиџ (Висконсин)
Мидл Вилиџ (енгл. Middle Village) насељено је место без административног статуса у америчкој савезној држави Висконсин.

## Демографија
По попису из 2010. године број становника је 281, што је 70 (-19,9%) становника мање него 2000. године.
| Група             | 2000.     | 2010.     |
| Белци             | 20 (5,7%) | 2 (0,7%)  |
| Афроамериканци    | 0 (0,0%)  | 0 (0,0%)  |
| Азијати           | 0 (0,0%)  | 0 (0,0%)  |
| Хиспаноамериканци | 20 (5,7%) | 13 (4,6%) |
| Укупно            | 351       | 281       |